# Bernd Schulte (Politiker)
Bernd Schulte (* 8. Dezember 1949 in Lüdenscheid) ist ein deutscher Politiker (CDU) und war von 1995 bis 2010 Mitglied des Landtages von Nordrhein-Westfalen.

## Ausbildung und Beruf
Nach dem Erwerb der Mittleren Reife 1966 sowie der Fachhochschulreife 1968 absolvierte Schulte von 1968 bis 1971 ein Studium am Studieninstitut für kommunale Verwaltung in Hagen und schloss es als Diplom-Verwaltungswirt (FH) ab. Danach arbeitete er von 1971 bis 1973 als Beamter im gehobenen Dienst bei der Stadt Lüdenscheid. Von 1974 bis 1995 war er Abteilungsleiter im Verwaltungsdienst des Evangelischen Kirchenkreises Lüdenscheid. Seit 1995 ist Schulte Beamter im Wartestand. Schulte ist verheiratet.

## Politik
Schulte ist seit 1969 Mitglied in der CDU und hatte von 1969 bis 1978 verschiedene Funktionen in der Jungen Union auf Orts-, Kreis-, Bezirks- und Landesebene inne. Seit 1969 ist er Mitglied des Vorstandes des CDU-Stadt- und Kreisverbandes Lüdenscheid. Des Weiteren ist Schulte seit 1975 Mitglied des Vorstandes sowie seit 1997 Vorsitzender des CDU-Kreisverbandes Mark. Von 1990 bis 2005 war er Vorsitzender des CDU-Stadtverbandes Lüdenscheid.
Seit 1975 ist Schulte Mitglied des Stadtrates der Stadt Lüdenscheid und war dort von 1984 bis 1999 Vorsitzender der CDU-Fraktion. Seit 1999 gehört er dem Kreistag des Märkischen Kreises. Schulte war von 1995 bis 2010 Landtagsabgeordneter des nordrhein-westfälischen Landtags für den Wahlkreis Märkischer Kreis III.